# Държавна канцелария на провинция Бранденбург
Държавната канцелария на провинция Бранденбург е седалище на правителството и министър-председателя на провинция Бранденбург. Намира се в столицата на Бранденбург – гр. Потсдам – на улица Heinrich-Mann-Allee № 107.
Държавната канцелария на Бранденбург, както всяка една провинция, си има собствено представителство (посолство) във федералната столица Берлин, което представлява интересите на провинцията пред националните федерални органи и пред европейски и други чуждестранни институции. То се нарича Представителство на провинция Бранденбург пред федерацията и има своето седалище в Берлин.

## Сграда
Първоначално сградата е била седалище на Пруския кадетски институт в Потсдам.
През 1819 г. с две заповеди на краля се нарежда изграждането на кадетски институт, който е тържествено открит на 3 август 1822 г. Класицистическата сграда е била преустроена през 1910 г. в необароков стил по планове на архитекта Роберт Клингелхофер и е открита от император Вилхелм II на 16 октомври 1822 г. Тя служи като учебна сграда за кадетите. Версайският договор предвижда разпускането на кадетските формирования в Германската империя, така че историята на пруския кадетски корпус приключва на 9 март 1920 г. с един последен парад в Берлин. На 30 март 1920 г. училището е преобразувано в гимназия, в която по традиция само момчета биват допускани.
По време на националсоциализма, през 1933 г. училището е превърнато в Национал-политическо възпитателно учреждение (на немски: Nationalpolitische Erziehungsanstalt). Това е бил интернат, в който възпитаниците е трябвало да бъдат подготвени за задълженията им като бъдещ елит господстващ над чуждите покорени народи. Целият учебен ден е имал военен характер.
След Втората световна война, през 1946 г. сградата става седалище на Бранденбургския ландтаг, Министерство на народното образование, Министерство на вътрешните работи, и на Обединените икономически предприятия. След разпускането на провинциите в Източна Германия, през 1952 г. в сградата се нанася Областният съвет на област Потсдам. От юли 1990 г. до възстановяването на федералните провинции в Източна Германия имотът се използва от областната администрация на Потсдам.
Между 1992 и 2001 г. сградата е санирана и от 1992 г. насам, тя е седалище на министър-предесдателя и правителството на Бранденбург.

## Функции и струтура
Държавната канцелария е разделена на следните отдели:
- Отдел 1 „Централни въпроси“ – отговаря за задачите свързани с гражданския доброволчески труд, ордени/почести, дипломатичен протокол/събития и за общите административни задачи по организация, информационни технологии, бюджет, вътрешни услуги и управление на персонала, както и за правния подотдел в Държавната канцелария
- Отдел 2 „Координация“ – съпътства и контролира работата на провинциалното правителство в областите „Образование, наука, семейство, общество и защита на потребителите“, „Икономика, енергетика, финанси, труд“, „Вътрешни работи, градско и селско развитие, околна среда, селско стопанство“ и „Радио и телевизия, медии и правосъдие“. Той отговаря и за координацията на летищата, както и за въпросите, свързани с кабинета и ландтага.
- Отдел 3 „Комуникации“ – ръководи се от говорителя на правителството. Отделът координира цялостната работа на провинциалното правителство в областта на пресата, връзките с обществеността и информационната политика, както и интернет страницата на провинцията www.brandenburg.de. Освен това отделът обработва запитванията на гражданите до министър-председателя.
- Отдел 4 „Планиране“ – включва областите „Правителствено планиране, координация на столичния регион и регионално развитие“, „Дигитално общество“, „Маркетинг на провинцията“, както и „Координационен офис за 'Толерантен Бранденбург' и 'Алианс за Бранденбург'“.
- Отдел 5 „Представителството на провинция Бранденбург пред Федерацията“[4] със седалище във федералната столица Берлин, което представлява интересите на провинцията пред националните федерални органи и пред европейски и други чуждестранни институции.

Към Държавната канцелария спада и Представителството на провинция Бранденбург пред Федерацията във федералната столица Берлин, което представлява интересите на провинцията пред националните федерални органи и пред европейски и други чуждестранни институции.